# Armizonszkojei járás

Az Armizonszkojei járás a Tyumenyi területen

Az Armizonszkojei járás (oroszul Армизонский район) Oroszország egyik járása a Tyumenyi területen. Székhelye Armizonszkoje.

## Népesség
- 1989-ben 13 922 lakosa volt.
- 2002-ben 11 027 lakosa volt, melyből 9 941 orosz, 427 kazah, 193 német, 94 csuvas, 94 ukrán, 82 udmurt stb.
- 2010-ben 10 064 lakosa volt, melyből 9 175 orosz, 321 kazah, 141 német, 76 ukrán, 58 udmurt, 56 csuvas stb.